# 京都府レッドデータブック
京都府レッドデータブック（きょうとふレッドデータブック）は、京都府内で、絶滅のおそれのある野生生物種や緊急に保護を要する地形・地質・自然現象、学術上重要な自然生態系について掲載したデータブックで、2002年6月に京都府から発刊された。

## 概要
レッドデータブックは、IUCN（国際自然保護連合）によるものや環境省によるものなど、一般に絶滅のおそれのある野生生物について記載したデータブックのことをいうが、京都府版では、野生生物種とともに、その生存基盤である地形・地質やそれらの総体である自然生態系も対象にして、「京都府レッドデータブック」上下巻としてとりまとめている。
上巻の野生生物編では、京都府内で絶滅のおそれのある野生生物種として、ほ乳類、鳥類、は虫類、両生類、淡水魚類、昆虫類、クモ類、甲殻類その他の淡水産無脊椎動物、陸産貝類、淡水産貝類、コケ植物、シダ植物、種子植物、菌類（キノコ類）の各分類群ごとにカテゴリーを区分して、計1596種のデータが掲載されている。
下巻の地形・地質・自然生態系編では、保護を要する地形・地質176件、自然現象37件、自然生態系として、保全すべき地域生態系210件のデータほか、人と自然の関わりを歴史的な側面から考察した論文などが掲載されている。
また、府内でこれまでに確認された野生生物種や地形・地質についてのリストが京都府自然環境目録として同時に発刊されている。
現在、京都府レッドデータブックの内容は、本冊の上下巻のほか、京都府のホームページで公開されている。また、その主な内容を写真で紹介した京都府レッドデータブック普及版がサンライズ出版（滋賀県彦根市）から刊行されており、一般の書店でも購入することができる。

## 作成の経緯
京都府では、京都府レッドデータブックの作成にあたり、1999年に総合的な調査方針や選定・評価の基準、掲載内容、分野間の相互調整などを行うための京都府レッドデータ調査選定・評価委員会（会長 千地万造京都橘女子大学名誉教授）を設けた。その組織は、「野生生物種」「地形・地質・自然現象」「生態系」「選定・評価基準」の4つの専門委員会からなり、分類群・分野ごとに21の分科会が設けられた。
選定・評価委員会の方針をもとに、1999年から2001年にかけて計78名の調査者が分類群・分野ごとに京都府レッドデータ調査を行い、特に保全上重要な場所で、これまでほとんど調査が行われてこなかった修学院離宮の一帯や平安神宮の神苑池、苔寺の庭園などについて、分野を超えて多角的な調査を行うため、合同現地調査が行われた。この結果の概要は、下巻の自然生態系のなかで生息生育地の情報としてまとめられている。

## 京都府レッドデータブック・カテゴリー

### レッドデータブック2002

#### 野生生物種 2002[1]
- 絶滅種 - 京都府内ではすでに絶滅したと考えられる種
- 絶滅寸前種 - 京都府内において絶滅の危機に瀕している種
- 絶滅危惧種 - 京都府内において絶滅の危機が増大している種
- 準絶滅危惧種 - 京都府内において存続基盤が脆弱な種
- 要注目種 - 京都府内の生息・生育状況について、今後の動向を注目すべき種および情報が不足している種
- （要注目外来種 - 京都府内において生態-系に特に悪影響を及ぼしていると考えられる種で、今後の動向を注目すべき外来種）

#### 地形 2002
- 消滅 - 京都府内の学術上高い価値を有する地形のうち、既に破壊され、現存しない地形
- 消滅危惧 - 京都府内の学術上高い価値を有する地形のうち、現在著しく破壊されつつある地形、または大規模開発などによって破壊が危惧され、緊急に保護を必要とする地形
- 要注意 - 京都府内の学術上高い価値を有する地形のうち、現時点で軽度の破壊を受けており、今後も破壊が続けば消滅が危惧される地形
- 要継続保護 - 京都府内の学術上高い価値を有する地形のうち、 現時点では保存が良好であり、今後も保護を続けるべき地形

#### 地質 2002
- 消滅 - 京都府内の学術上高い価値を有する地質のうち、 既に破壊や掘削され現存しない地質
- 消滅寸前 - 京都府内の学術上高い価値を有する地質のうち、著しく破壊されつつある地質または対象露頭はなくなったが、地下に対象物の延長はある地質
- 消滅危惧 - 京都府内の学術上高い価値を有する地質のうち、破壊が継続されれば、 消滅が危惧される地質または対象露頭は埋め立てられたが、そこに存在することが明らかなもの
- 要注意 - 京都府内の学術上高い価値を有する地質のうち、学術的にはすべての地点に 該当するが、ここでは特に期待される研究指針が指摘される地質

#### 地域生態系 2002
- 要特別対策 - 群落を維持するためには、ごく緊急に特別な対策が必要
- 要保全対策 - 現状以外に保全の対策が必要
- 管理維持 - 現状の管理を維持することが必要

### レッドデータブック2015

#### 野生生物 2015[2][3]
- 絶滅種 - 京都府内ではすでに絶滅したと考えられる種
- 絶滅寸前種 - 京都府内において絶滅の危機に瀕している種
- 絶滅危惧種 - 京都府内において絶滅の危機が増大している種
- 準絶滅危惧種 - 京都府内において存続基盤が脆弱な種
- 要注目種 - 京都府内の生息・生育状況について、今後の動向を注目すべき種および情報が不足している種

#### 地形 2015[4]
- 消滅 - 京都府内の学術上高い価値を有する地形のうち、既に破壊され、現存しない地形。
- 消滅危惧 - 京都府内の学術上高い価値を有する地形のうち、現在著しく破壊されつつある地形、または大規模開発などによって破壊が危惧され、緊急に保護を必要とする地形。
- 要注意 - 京都府内の学術上高い価値を有する地形のうち、現時点で軽度の破壊を受けており、今後も破壊が続けば消滅が危惧される地形。
- 要継続保護 - 京都府内の学術上高い価値を有する地形のうち、現時点では保存が良好であり、今後も保護を続けるべき地形。

#### 地質 2015[5]
- 消滅 - 京都府内の学術上高い価値を有する地質のうち、既に破壊や掘削され現存しない地質。
- 消滅寸前 - 京都府内の学術上高い価値を有する地質のうち、著しく破壊されつつある地質。または対象露頭はなくなったが、地下に対象物の延長はある地質。
- 消滅危惧 - 京都府内の学術上高い価値を有する地質のうち、破壊が継続されれば、消滅が危惧される地質。または対象露頭は埋め立てられたが、そこに存在することが明らかなもの。
- 要注意 - 京都府内の学術上高い価値を有する地質のうち、学術的にはすべての地点に 該当するが、ここでは特に期待される研究指針が指摘される地質。

#### 地域生態系 2015[4]
- 要特別対策 - 群落を維持するためには、ごく緊急に特別な対策が必要
- 要保全対策 - 現状以外に保全の対策が必要
- 管理維持 - 現状の管理を維持することが必要

## 京都府レッドリスト2013
2002年に発刊された「京都府レッドデータブック」はその後野生生物分野について見直しが行われ、2011年から2年をかけて調査が行われた結果、2013年8月28日に「京都府レッドリスト2013(野生生物)」が公表された。その後、地形地質、地域生態系等のその他カテゴリを含めた調査の結果も追加され、「京都府レッドデータブック2015」として2015年6月に発刊された。
なお、今回の改訂では、2002年版で掲載されていた「要注目種－外来種」を省き、外来種以外で、今後の動向を注目すべき種および評価に十分な情報がない種について「要注目種」として掲載している。